# Qūchāsh
Qūchāsh (persiska: قوچاش) är en ort i Iran.   Den ligger i provinsen Västazarbaijan, i den nordvästra delen av landet, 600 km nordväst om huvudstaden Teheran. Qūchāsh ligger 1 298 meter över havet och antalet invånare är 145.
Terrängen runt Qūchāsh är huvudsakligen kuperad, men åt nordväst är den platt. Runt Qūchāsh är det ganska tätbefolkat, med 75 invånare per kvadratkilometer. Närmaste större samhälle är Qarah Ẕīā' od Dīn, 15,0 km väster om Qūchāsh. Trakten runt Qūchāsh består i huvudsak av gräsmarker.